# Episodi di Andromeda (seconda stagione)
La seconda stagione della serie televisiva Andromeda, composta da 22 episodi, è stata trasmessa per la prima volta fra il 1º ottobre 2001 e il 18 maggio 2002.
| nº | Titolo originale                   | Titolo italiano                | Prima TV USA     | Prima TV Italia |
| -- | ---------------------------------- | ------------------------------ | ---------------- | --------------- |
| 1  | The Widening Gyre                  | Al centro dell'abisso          | 1º ottobre 2001  |                 |
| 2  | Exit Strategies                    | Strategie di fuga              | 8 ottobre 2001   |                 |
| 3  | Heart for Falsehood Framed         | Il cuore sacro                 | 15 ottobre 2001  |                 |
| 4  | Pitiless as the Sun                | Traffici illegali              | 22 ottobre 2001  |                 |
| 5  | Last Call at the Broken Hammer     | Ultima barriera                | 29 ottobre 2001  |                 |
| 6  | All Too Human                      | Troppa umanità                 | 5 novembre 2001  |                 |
| 7  | Una Salus Victus                   | Il coraggio della disperazione | 12 novembre 2001 |                 |
| 8  | Home Fires                         | Il tradimento                  | 19 novembre 2001 |                 |
| 9  | Into the Labyrinth                 | Nel labirinto                  | 26 novembre 2001 |                 |
| 10 | The Prince                         | Il principe Erik               | 19 gennaio 2002  |                 |
| 11 | Bunker Hill                        | Salvate la Terra               | 26 gennaio 2002  |                 |
| 12 | Ouroboros                          | Il cerchio si chiude           | 2 febbraio 2002  |                 |
| 13 | Lava and Rockets                   | Nuovi incontri                 | 9 febbraio 2002  |                 |
| 14 | Be All My Sins Remembered          | Il passato che ritorna         | 26 febbraio 2002 |                 |
| 15 | Dance of the Mayflies              | Le effimere                    | 23 febbraio 2002 |                 |
| 16 | In Heaven Now Are Three            | Gioco di squadre               | 2 marzo 2002     |                 |
| 17 | The Things We Cannot Change        | Tutti per uno                  | 13 aprile 2002   |                 |
| 18 | Fair Unknown                       | Lealtà sconosciuta             | 20 aprile 2002   |                 |
| 19 | Belly of the Beast                 | Terrore                        | 27 aprile 2002   |                 |
| 20 | The Knight, Death, and the Devil   | Un'astronave da salvare        | 4 maggio 2002    |                 |
| 21 | Immaculate Perception              | Amore paterno                  | 11 maggio 2002   |                 |
| 22 | The Tunnel at the End of the Light | Universi paralleli             | 18 maggio 2002   |                 |

## Al centro dell'abisso
- Titolo originale: The Widening Gyre
- Diretto da: Allan Eastman
- Scritto da: Robert Hewitt Wolfe

### Trama
Dylan e Rommie salgono sulla nave-mondo Magog per salvare Tyr, Harper e Rev. Nel caso in cui non abbia successo, ordina a Beka di usare la massima forza per distruggere la nave-mondo Magog e, con essa, Andromeda.

## Strategie di fuga
- Titolo originale: Exit Strategies
- Diretto da: T.J. Scott
- Scritto da: Matt Kiene e Joe Reinkemeyer

### Trama
Mentre torna ad Andromeda con i pezzi per ripararla dopo l'attacco Magog, la Maru viene attaccata e si schianta su un pianeta artico. A bordo di Andromeda, rimangono solo Trance, Rommie e Harper, con Harper che lotta per farcela sapendo che ci sono uova Magog nel suo stomaco.

## Il cuore sacro
- Titolo originale: A Heart for Falsehood Framed
- Diretto da: David Winning
- Scritto da: Ethlie Ann Vare

### Trama
Mentre è attraccato a Peirpont Drift, un poliziotto riconosce Beka e Seamus e nota che sono ricercati per vari crimini, ma per qualche motivo non li arresta. Nel frattempo, Dylan cerca di mediare un disaccordo tra i Than e un collaboratore dell'Alleanza di libero scambio.

## Traffici illegali
- Titolo originale: Pitiless as the Sun
- Diretto da: Richard Flower
- Scritto da: Emily Susan Skopov

### Trama
Un pianeta chiede aiuto all'Andromeda quando le sue navi mercantili vengono attaccate da navi sconosciute. Trance va sul pianeta per saperne di più sulle persone e finisce per essere interrogata sul suo passato.

## Ultima barriera
- Titolo originale: Last Call at the Broken Hammer
- Diretto da: David Winning
- Scritto da: Robert Hewitt Wolfe e John Lloyd Parry

### Trama
L'equipaggio cerca persone per organizzare la nuova Confederazione. Cercano Ortiz, che è stato in grado di organizzare alcuni sistemi e si è dovuto nascondere per questo. L'equipaggio deve trovare e proteggere Ortiz.

## Troppa umanità
- Titolo originale: All Too Human
- Diretto da: T.J. Scott
- Scritto da: Ashley Miller e Zack Stentz

### Trama
Harper, Rev, Tyr aspettano Rommie nella Maru. Rommie è in missione per scoprire una nuova arma in fase di sviluppo. Una volta che il loro contatto scopre che è un'IA, diventa diffidente nei confronti di Rommie. Questo perché le Intelligenze Artificiali del pianeta si erano ribellate ai loro creatori anni fa.

## Il coraggio della disperazione
- Titolo originale: Una Salus Victus
- Diretto da: Allan Kroeker
- Scritto da: Ashley Miller e Zack Stentz

### Trama
Nel tentativo di consentire all'Andromeda e alla flotta disarmata che sta scortando di passare attraverso un sistema controllato dai Drago-Kazov, Dylan e Tyr assaltano una base che controlla le vecchie torrette dell'Alta Guardia lungo il percorso. Lungo la strada, una delle navi del convoglio si perde, quindi Beka prende la Maru per trovare la pecorella smarrita.

## Il tradimento
- Titolo originale: Home Fires
- Diretto da: Michael Robison
- Scritto da: Ethlie Ann Vare

### Trama
L'equipaggio riceve la notizia di una colonia che si è formata quando la fidanzata di Dylan è sfuggita alla caduta della Confederazione. La colonia è fiorente. I suoi abitanti hanno sentito parlare della nuova Confederazione, ma sono indecisi sul da farsi, così mettono ai voti la proposta di unirsi alla nuova Confederazione. Alcuni di loro, però, sono disposti a tutto per far oscillare la votazione a loro favore.

## Nel labirinto
- Titolo originale: Into the Labyrinth
- Diretto da: Brad Turner
- Scritto da: Ashley Miller e Zack Stentz

### Trama
Mentre l'Andromeda ospita una conferenza diplomatica, Harper incontra un giornalista che è in grado di rimuovere le uova Magog dalle sue viscere. Si offre di rimuoverle tutte in cambio delle informazioni che Harper aveva precedentemente scaricato nel suo cervello. Un membro di alto rango del clan Sabra-Jaguar arriva alla conferenza senza preavviso per unirsi alla Confederazione.

## Il principe Erik
- Titolo originale: The Prince
- Diretto da: Allan Eastman
- Scritto da: Erik Oleson

### Trama
Una famiglia reale fugge dal loro pianeta quando inizia un colpo di stato. Andromeda riesce a salvare un membro della famiglia reale, un giovane principe di nome Erik. Andromeda lo scorta nel suo mondo natale, dove sperano di riportarlo sul trono. Il principe chiede a Tyr e Dylan di agire come suoi consiglieri.

## Salvate la Terra
- Titolo originale: Bunker Hill
- Diretto da: Richard Flower
- Scritto da: Matt Kiene e Joe Reinkemeyer

### Trama
Il clan Sabra-Jaguar va in guerra con i Drago-Kazov, trascinando con loro Dylan e l'Andromeda, secondo i termini del trattato della Confederazione. Harper riceve un messaggio da un amico sulla Terra che gli chiede aiuto per scacciare i Drago-Kazov dalla Terra. Harper tenta di convincere l'equipaggio dell'Andromeda a dirigersi verso la Terra per liberarla, ma Dylan si rifiuta di portare l'Andromeda sulla Terra. Allora Harper prende la Maru con Rommie al seguito per aiutare con la resistenza.

## Il cerchio si chiude
- Titolo originale: Ouroboros
- Diretto da: Jorge Montesi
- Scritto da: Robert Hewitt Wolfe

### Trama
Le uova di Magog nella pancia di Harper stanno per schiudersi. Harper e Hoone lavorano su un dispositivo per piegare il tempo e lo spazio in modo da estrarre le uova. Ma il dispositivo ha conseguenze impreviste. Futuri alternativi, vecchi alleati, vecchi e nuovi nemici si scontrano tutti su Andromeda.

## Nuovi incontri
- Titolo originale: Lava and Rockets
- Diretto da: Mike Rohl
- Scritto da: Ashley Miller e Zack Stentz

### Trama
Tyr e Dylan cercano di acquisire nuovi popoli per la Confederazione. Quando vengono attaccati, decidono di separarsi. Tyr torna sull'Andromeda. Dylan si imbarca su una nave da turismo spaziale e si fa assumere dalla sua donna pilota, per scappare. Tyr e Rommie usano la Maru per salvare la scialuppa di salvataggio della nave.

## Il passato che ritorna
- Titolo originale: Be All My Sins Remembered
- Diretto da: Allan Eastman
- Scritto da: Ethlie Ann Vare

### Trama
Beka riceve la notizia della morte di un ex membro dell'equipaggio e che nel testamento è stata nominata sua parente più stretta. Mentre viaggiano per reclamare i suoi averi, Harper e Beka raccontano a Dylan di più sul loro compagno.

## Le effimere
- Titolo originale: Dance of the Mayflies
- Diretto da: J. Miles Dale
- Scritto da: Robert Hewitt Wolfe

### Trama
Andromeda incontra una nave gravemente danneggiata e salva i sopravvissuti. Scoprono che i Than stavano attaccando la nave e tornano per finire il lavoro. Quindi le vittime della nave riprendono vita e cercano di infettare l'equipaggio.

## Gioco di squadre
- Titolo originale: In Heaven Now Are Three
- Diretto da: David Warry-Smith
- Scritto da: Emily Skopov

### Trama
Beka guida Trance e Dylan alla ricerca del Motore della Creazione.

## Tutti per uno
- Titolo originale: The Things We Cannot Change
- Diretto da: Jorge Montesi
- Scritto da: Ethlie Ann Vare

### Trama
Durante le indagini su un buco nero, la Maru subisce una rottura dello scafo con Dylan a bordo. Si sveglia e si ritrova a letto con sua moglie, suo figlio che si precipita nella stanza eccitato per il suo giocattolo. Nel frattempo, l'equipaggio dell'Andromeda tenta di recuperare Dylan e la Maru. Dylan ha dei flashback del suo tempo sull'Andromeda, mentre sua moglie gli fa pressioni affinché si ritiri dall'Alta Guardia.

## Lealtà sconosciuta
- Titolo originale: The Fair Unknown
- Diretto da: Mike Rohl
- Scritto da: John Lloyd Parry

### Trama
L'Andromeda trova una nave Calderana devastata da quello che sembra essere un Vedran, la razza creatrice della prima Confederazione. Dylan decide di trovare i Vedran su Ral Parthea, il pianeta riserva naturale caro ai Vedran.

## Terrore
- Titolo originale: Belly of the Beast
- Diretto da: Allan Harmon
- Scritto da: Matt Kiene e Joe Reinkemeyer

### Trama
Andromeda indaga su una bestia "mitica" che mangia i pianeti. Presto scoprono che è reale e vengono prontamente inghiottiti dalla bestia. Con Dylan all'esterno che cerca di capire come salvare la sua nave e l'equipaggio, ogni membro dell'equipaggio è afflitto da dubbi sulla loro missione a bordo dell'Andromeda.

## Un'astronave da salvare
- Titolo originale: The Knight, Death and the Devil
- Diretto da: Richard Flower
- Scritto da: Ashley Miller e Zack Stentz

### Trama
Andromeda viene a conoscenza di una flotta di navi dell'Alta Guardia nel Tartaro. Dylan, Rommie e Tyr inseguono Ryan, un'IA con conoscenza del luogo. Ma Ryan ha dei trascorsi con la flotta, il che crea difficoltà quando finalmente individuano la flotta. Beka, Harper e Trance lavorano per ottenere più mondi possibili per la Confederazione.

## Amore paterno
- Titolo originale: Immaculate Perception
- Diretto da: Brad Turner
- Scritto da: Matt Kiene e Joe Reinkemeyer

### Trama
I cavalieri della purezza genetica iniziano ad attaccare un gruppo di clan nietzschiani. Andromeda cerca di fermarli. Tyr cerca il clan di suo figlio Orca, reincarnazione genetica di Drago Museveni, e di Freya, madre del bambino. Farà qualsiasi cosa per proteggerli.

## Universi paralleli
- Titolo originale: Tunnel at the End of the Light
- Diretto da: Allan Eastman
- Scritto da: Matt Kiene e Joe Reinkemeyer

### Trama
Raggiungendo finalmente il suo obiettivo di cinquanta popoli disposti a unirsi alla Nuova Confederazione, Dylan ospita la firma del trattato della Nuova Confederazione a bordo dell'Andromeda. Una volta che tutti i delegati si trovano a bordo, li porta in un sistema sterile per evitare qualsiasi interferenza da fonti esterne, ma non ci riesce. Scopre che Andromeda ora ha altri passeggeri a bordo, che possono attraversare i muri e rendersi invisibili. Come se non bastasse questi intrusi sembrano intenzionati a uccidere tutti a bordo, a cominciare dai delegati. Trance rivela che questo è quanto successo prima che sopravvivessero solo lei e Beka, ma Dylan si rifiuta di lasciare che qualcun altro venga ucciso.